# مارغوت كلين
مارغوت كلين (بالإنجليزية: Margot Clyne)‏ هي دراجة أمريكية، ولدت في 27 فبراير 1995.

## وصلات خارجية
- مارغوت كلين على موقع الاتحاد الدولي للدراجات (الإنجليزية)
- مارغوت كلين على موقع إحصائيات الدراجات الإحترافية (الإنجليزية)
- مارغوت كلين على موقع نسبة الدراجات (الإنجليزية)